# 캐논볼 (마블 코믹스)
캐논볼(영어: Cannonball)은 마블 코믹스의 슈퍼히어로로, 엑스맨과 뉴 뮤턴트의 일원이다. 본명은 새뮤얼 재커리 거스리(Samuel Zachary Guthrie)이며, 몸에서 방출한 에너지 구체를 감싸고 포탄처럼 비행하는 능력을 지녔다. 1982년 3월 《마블 그래픽노블》 4호 "뉴 뮤턴츠" 편에 처음 등장했고, 크리스 클레어몬트와 밥 매클라우드가 공동 창작하였다.

## 담당 배우

### 영화
- 뉴 뮤턴트 (2018) - 찰리 히턴

## 담당 성우

### TV 애니메이션
- 엑스맨 (1994) - 에이드리언 이건
- 엑스맨: 에볼루션 (2000) - 빌 스위처